# Arrondissement Avesnes-sur-Helpe
Avesnes-sur-Helpe is een arrondissement van het Franse Noorderdepartement in de regio Hauts-de-France. De onderprefectuur is Avesnes-sur-Helpe.

## Kantons
Het arrondissement is na de reorganisatie van de kantonale indeling in Frankrijk van 2014-15 samengesteld uit de volgende kantons:
- Kanton Aulnoye-Aymeries
- Kanton Avesnes-sur-Helpe
- Kanton Fourmies
- Kanton Maubeuge

Tot 2014 was het arrondissement samengesteld uit de volgende kantons:
- Kanton Avesnes-sur-Helpe-Nord
- Kanton Avesnes-sur-Helpe-Sud
- Kanton Bavay
- Kanton Berlaimont
- Kanton Hautmont
- Kanton Landrecies
- Kanton Maubeuge-Nord
- Kanton Maubeuge-Sud
- Kanton Le Quesnoy-Est
- Kanton Le Quesnoy-Ouest
- Kanton Solre-le-Château
- Kanton Trélon